# The Mask (jogo eletrônico)
The Mask foi um jogo em side-scrolling para Super NES, baseado no filme "The Mask".
O jogo não fez muito sucesso devido a sua dificuldade extremamente alta mesmo no nível fácil combinado como seus controles difíceis, o fato de que cada fase (exceto a penúltima) tinha um chefe e a falta de um sistema para salvar seu progresso. Poucas pessoas conseguiram finalizar o jogo sem ativar o cheat menu (menu de truques) pois o último chefe era quase impossível de derrotar sem utilizar os especiais. O melhor de todos conhecido por muito como a "Mega metralhadora" gastava todos os pontos limite dos movimentos especiais. Mesmo assim o final do jogo fazia ele ficar em último lugar nos top 10 finais de games. Já que tudo o que acontecia era simplesmente uma sequência de dança entre o Mask e a garota que ele resgata. Nos créditos não há música de fundo o que os torna ainda mais entediantes.

## Jogabilidade
O jogo se divide em sete níveis:
- Apartamento do Stanley (na verdade, o edifício onde ele mora)
- Ruas de Edge City
- Banco de Edge City
- Parque Landfill
- Prisão Municipal de Edge City
- Esgotos
- Coco Bongo

Durante cada nível, o Máskara irá explorar o lugar, lutar contra inimigos, subir em plataformas e coletar dinheiro e pontos de vida e metamorfose.No início dos níveis, o personagem começa com 500 pontos de vida e metamorfose e Milo está escondido em todos os níveis e, se ele for coletado, os pontos de vida e metamorfose do Máskara serão maximizados e ele ganhará um extra de 50 pontos, ou seja, se um jogador coletar Milo, seus pontos passarão a ir até 550 e se ele conseguir achá-lo em todos os níveis, chegará a 800 pontos.Com exceção dos Esgotos, todos os níveis do jogo tem um chefe: a Sra. Peeman, um homem muscoloso usando roupas de metal, um homem gordo e nojento com um revólver, um misterioso homem que atira lixo, um prisioneiro e Dorian Tyrell usando a máscara.

### Habilidades
- Pulo:Usado para chegar a locias altos.Para usar só é preciso apertar o botão B.
- Super Pulo:Usado para chegar a locais muito altos, gasta 10 pontos de metamorfose.Para usar, aperte B e cima ao mesmo tempo.
- Soco:Usado para atacar inimigos, aparecerão luvas de box nas mãos do Máskara.Para usar, basta apertar o botão Y.
- Martelo:Usado em uma cena do filme, ideal para destruir despertadores, ele gasta 20 pontos de metamorfose.Para usá-lo, basta apertar o botão X.
- Corneta "Aperte-me com Cuidado":Corneta usada pelo Máskara em uma cena do filme, é um ataque muito fraco e gasta 30 pontos de metamorfose.Para executá-lo, aperte X e cima ao mesmo tempo.
- Mega Metralhadora:O Máskara tira do bolso inúmeras metralhadoras e atira.É um ataque muito poderoso, e derrota muitos inimigos usando uma única vez.Ele gasta 100 pontos de metamorfose.Para executá-lo, basta apertar o botão A e cima ao mesmo tempo.
- Andar Sorrateiramente:O Máskara irá andar devagar. Usando este passo, geralmente irá despistar inimigos que aparecem de certos lugares.Para usar, é só apertar e segurar o botão L enquanto o Máskara está andando.
- Correr:O Máskara irá correr. Ao pular , ele irá saltar mais alto, sem gastar pontos de metamorfose. Para usar, basta segurar o botão R enquanto o Máskara anda.
- Correr Rapidamente:O Máskara irá correr em alta velocidade, e enquanto usar, os pontos de metamorfose irá diminuir.Para usar basta segurar os botões L e R enquanto o Máskara está andando.Se o jogador também dar socos enquanto corre rapidamente, não irá gastar pontos de metamorfose.